# .hm
‎.hm‏ دامنه اینترنتی اختصاص داده شده به جزیره هرد و جزایر مک دونالد است.